# スタンドバイ・クレジット
スタンドバイ・クレジットやスタンドバイ信用状（英: standby letter of credit）やスタンドバイL/Cとは、企業の海外支店や現地法人が現地の銀行から貸付けや保証などを受ける際に、国内の銀行が現地の銀行を受益者として債務の弁済を保証するために発行する信用状。債務不履行の場合には現地銀行はStatementなどを手形とともに呈示し、債務を求償する。海外では SBLC(Stand-by Letter of Credit の略) とも言う。